# 背徳の囁き
『背徳の囁き』（はいとくのささやき、Internal Affairs）は、1990年のアメリカ合衆国のサスペンス映画。
監督はマイク・フィギス、出演はリチャード・ギアとアンディ・ガルシアなど。
ロサンゼルス市警察内部に暗躍する悪徳警官と、内務調査班（インターナル・アフェア）の捜査官との対決を描いている。リチャード・ギアが初めて悪役を演じた作品である。
日本でのビデオタイトルは、『インターナル・アフェア/背徳の囁き』。

## ストーリー
ロサンゼルス市警察に内務調査官としてやってきたレイモンド・アヴィラは、表向きは優秀な警察官だが、裏では悪事を働いている悪徳警官デニス・ペックの存在を知り、摘発しようと奔走するが、デニスは仲間を口封じに次々と殺害、さらには、レイモンドの妻・キャスリーンに接近し、彼に揺さぶりをかけてくる。

## キャスト
※括弧内は日本語吹替
- デニス・ペック: リチャード・ギア（樋浦勉）

表向きは優秀な警察官。しかし、裏では悪事を働いている悪徳警官。
- レイモンド ・アヴィラ: アンディ・ガルシア（石塚運昇）

ロサンゼルス市警察に内務調査官。
- キャスリーン・アヴィラ: ナンシー・トラヴィス（幸田直子）

レイモンドの妻。
- エイミー・ウォーレス: ローリー・メトカーフ（弥永和子）

レイモンドの相棒。真面目だが冗談を挟むこともある。
- ヴァン・ストレッチ: ウィリアム・ボールドウィン（大塚芳忠）

デニスの相棒。レイモンドの警察学校時代の友人。汚職警察官であり薬物依存者。DVも働いている。浪費家でもあるが闇商売で儲けている。
- グリーブ: リチャード・ブラッドフォード（英語版）（加藤正之）

警部補。
- ドリアン・フレッチャー: マイケル・ビーチ（辻親八）

デニスの知人。
- ペニー・ストレッチ: フェイ・グラント（一城みゆ希）

ヴァンの妻。
- ヘザー・ペック: アナベラ・シオラ（佐々木優子）

デニスの妻。
- ショーン・ストレッチ: イライジャ・ウッド（亀井芳子）

ヴァンとペニーの息子。母親思いで母に暴力を働く父に抵抗している。
- ルディ・モーア: ザンダー・バークレー（沢木郁也）

クラブのオーナー。

## 作品の評価
Rotten Tomatoesによれば、26件の評論のうち高評価は88%にあたる23件で、平均点は10点満点中6.7点となっている。
Metacriticによれば、20件の評論のうち、高評価は13件、賛否混在は6件、低評価は1件で、平均点は100点満点中63点となっている。